# Darren E. Burrows
Pour les articles homonymes, voir Burrows.
Darren E. Burrows est un acteur américain, né le 12 septembre 1966 à Winfield, dans le Kansas (États-Unis). Il est le fils des acteurs Billy Drago et Silvana Gallardo.

## Filmographie
- 1989 : 976-EVIL (en) de Robert Englund : Jeff
- 1989 : Outrages (Casualties of War) de Brian De Palma : Cherry
- 1990 : Cry-Baby de John Waters : Milton Hackett
- 1990 : Class of 1999 de Mark L. Lester : Sonny
- 1996 : The Siege at Ruby Ridge (TV) : Kevin Harris
- 1997 : Naked in the Cold Sun d'Helene Udy (de) : Allard
- 1997 : Amistad de Steven Spielberg : Lt. Meade
- 1998 : The Hi-Lo Country de Stephen Frears : Billy Harte
- 1999 : X-Files : Aux frontières du réel (série TV, saison 6 épisode Lundi) : Bernard
- 1999 : Natural Selection de Mark Lambert Bristol : Glenn
- 2000 : Morning d'Ami Canaan Mann : Emmanuel
- 2000 : Sunset Strip (en) d'Adam Collis (en) : Bobby
- 2001 : Lady in the Box de  Christian Otjen : Jerry Holway
- 2002 : Never Get Outta the Boat de Paul Quinn : Franky
- 2005 : Forty Shades of Blue d'Ira Sachs : Michael